# تیم ملی فوتبال فیلیپین
تیم ملی فوتبال فیلیپین نماینده کشور فیلیپین در مسابقات بین‌المللی و آسیا است که زیر نظر فدراسیون فوتبال فیلیپین فعالیت می‌کند.
اولین بازی رسمی این تیم در تاریخ اول فوریه سال 1913در برابر تیم ملی فوتبال چین برگزار شده‌است.